# Седойкина, Анна Сергеевна
А́нна Серге́евна Седо́йкина (род. 1 августа 1984 года, Волгоград, СССР) — российская гандболистка, вратарь сборной России. Олимпийская чемпионка 2016 года, серебряный призер Олимпиады в Токио 2020 и чемпионка мира 2009 года, двукратный призёр чемпионатов Европы. Заслуженный мастер спорта (2009).

## Карьера
В гандболе с 1995 года. С 2000 по 2015 годы выступала за команду «Динамо» (Волгоград) (до 2004 года — «Аква», «Динамо-Аква»). Десятикратная чемпионка России (2001, 2009, 2010, 2011, 2012, 2017,2018, 2019, 2020, 2021). Серебряный призёр чемпионатов России (2002—2006,2016), бронзовый призёр чемпионатов России (2007, 2008), обладательница Кубка ЕГФ (2008, 2017), серебряный призёр чемпионата Европы среди клубов (2001), финалистка Лиги чемпионов (2015, 2018), Серебряный призер Лиги Чемпионов (2019), обладатель кубка мира (2011), бронзовый призёр Чемпионата Европы (2008). Обладатель Кубка России ( 2015, 2016, 2017, 2018, 2019), обладатель Супер Кубка России ( 2015, 2016, 2017, 2018, 2019).
В составе сборных: чемпионка Европы среди девушек (2001), чемпионка Европы среди молодёжных команд (2002), чемпионка мира среди молодёжных команд (2003). В 2004 году на международном турнире в Германии провела первые матчи за национальную команду России. Вернулась в состав сборной России в 2008 году, выиграла бронзовые медали чемпионата Европы.

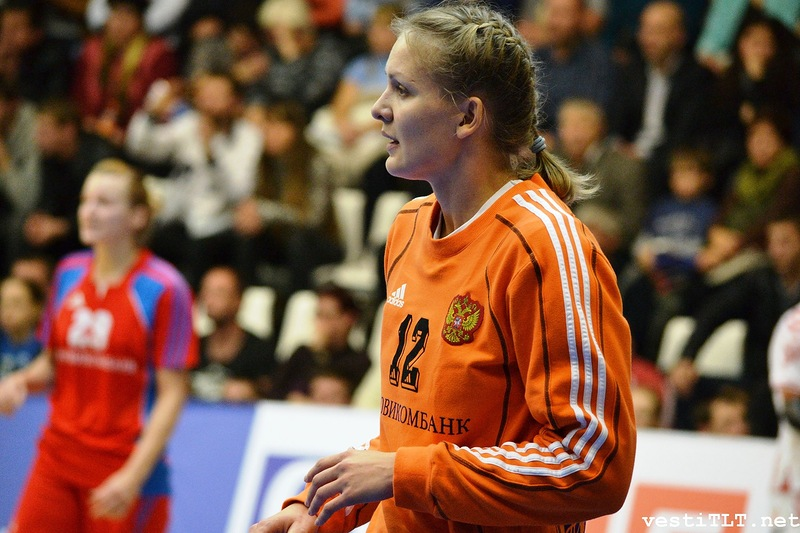
Седойкина в 2011 году

В 2009 году её надёжная игра на чемпионате мира в Китае, в том числе в финальном матче, в начале которого она заменила получившую на предматчевой разминке травму Инну Суслину, стала одним главных слагаемых победы сборной России. По итогам первенства Седойкина заняла второе место в рейтинге лучших вратарей турнира (44 % отражённых бросков).
В 2012 году временно прекратила карьеру в связи с декретным отпуском. Вернувшись в сентябре 2014 года в состав волгоградского «Динамо-Синара», провела сокрушительный матч в рамках Лиги чемпионов с немецким «Лейпцигом», получив приз лучшего игрока. Номинирована в номинации «5-ка лучших вратарей» Лиги Чемпионов. Финалист Лиги чемпионов 2015 года.

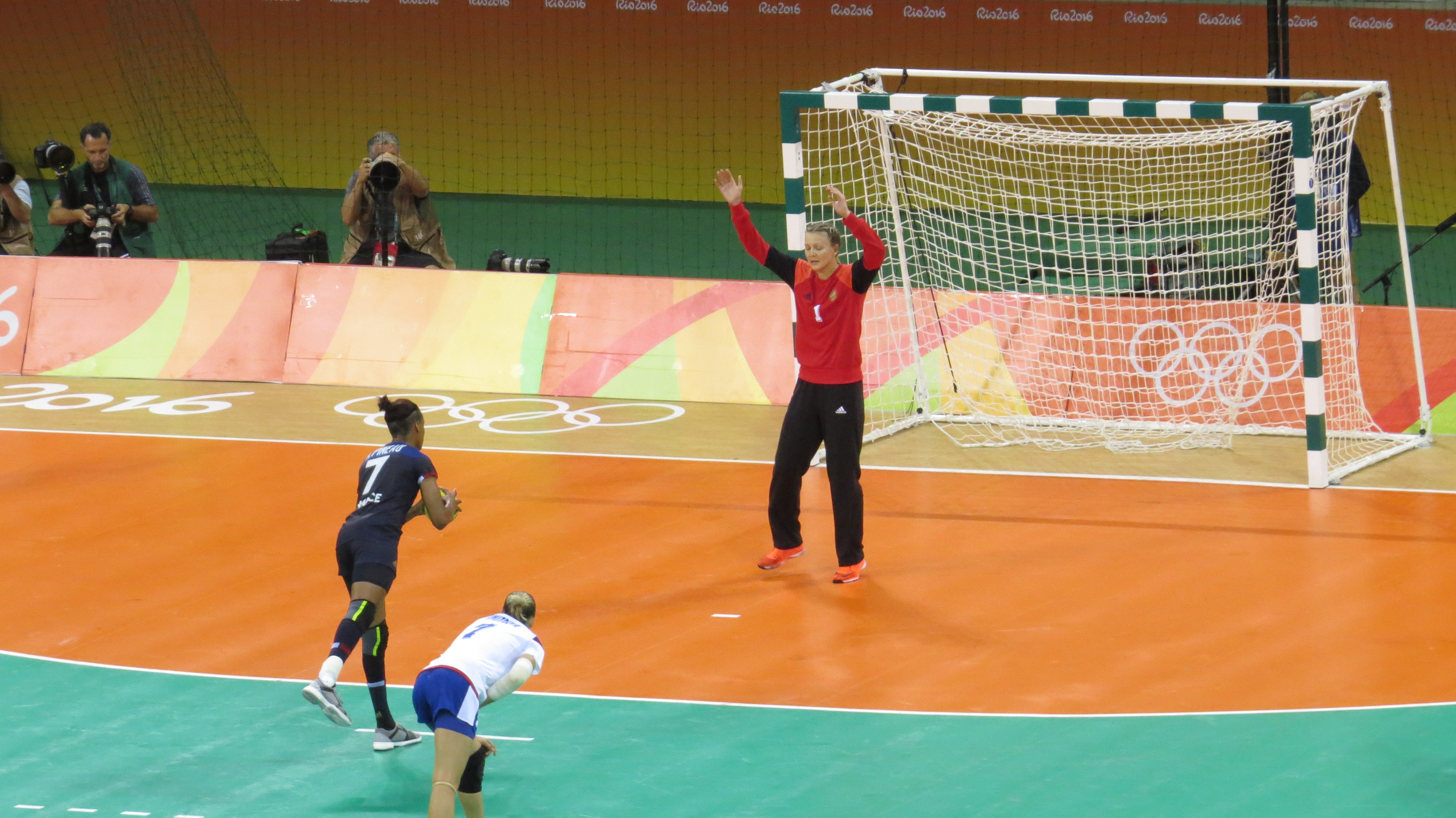
Анна Седойкина (номер 1) на Олимпиаде 2016 готовится отражать семиметровый бросок в исполнении француженки Аллисон Пино

В 2016 году, став основным вратарем сборной России, спасла от проигрыша матч за выход на Олимпиаду Россия — Польша, совершив 4 сейва подряд и при счете 25:25 отразив 2 последние атаки (Россия победила 27:25). Имя Анны скандировал весь стадион «Звёздный» в Астрахани.
Выступала на Олимпиаде в Рио-де-Жанейро, в матче со Швецией получила повреждение ноги и выбыла из строя, но осталась с командой до последнего матча. Вышла на церемонию награждения в гипсе, где получила свою золотую медаль.
После победы в Рио временно прекратила выступления за сборную России, но вернулась в команду перед чемпионатом Европы 2018 года во Франции, куда поехала в качестве основного вратаря. В 8 матчах турнира Анна отбила 68 из 212 бросков (32 %), войдя в 10-ку лучших вратарей по проценту сейвов, а также заняв второе место по общему количеству отбитых бросков после Тесс Вестер из Нидерландов. В финале против Франции (21:24) Сейдойкина отразила 10 из 33 бросков (30 %), в том числе 2 из 5 семиметровых.
С 7 марта 2024 года вместе с Людмилой Бодниевой вошла в тренерский штаб ЦСКА.
Замужем, есть дочь Маша.

## Награды
- Орден Дружбы (25 августа 2016 года) — за высокие спортивные достижения на Играх XXXI Олимпиады 2016 года в городе Рио-де-Жанейро (Бразилия), проявленные волю к победе и целеустремленность[8].
- Медаль ордена «За заслуги перед Отечеством» I степени (11 августа 2021 года) — за большой вклад в развитие отечественного спорта, высокие спортивные достижения, волю к победе, стойкость и целеустремленность, проявленные на Играх XXXII Олимпиады 2020 года в городе Токио (Япония)[9].